# Фридрих Генрих Бранденбург-Шведтский
Фридрих Генрих Бранденбург-Шведтский (нем. Friedrich Heinrich von Brandenburg-Schwedt; 21 августа 1709, Шведт — 12 декабря 1788, там же) — принц Прусский, маркграф Бранденбург-Шведтский, последний обладатель прусской секундогенитуры Шведт-Вильденбрух. Отец Фридриха Генриха — Филипп Вильгельм Бранденбург-Шведтский, мать — Иоганна Шарлотта Ангальт-Дессауская, дочь князя Ангальт-Дессау Иоганна Георга II и Генриетты Катарины Нассау-Оранской.

## Биография
После смерти отца в 1711 году Фридрих Генрих воспитывался матерью, регентом выступал его дядя, Фридрих I, а затем племянник последнего Фридрих Вильгельм I. Ещё в 1711 году Фридрих Генрих был назначен командиром старопрусского пехотного полка № 12. Однако принц не проявлял интереса к военному делу, в 1733 году король так разозлился на беспорядок в руководстве полками, что даже посадил Фридриха Генриха на несколько недель под арест. Фридрих Великий не ценил Фридриха Генриха и не привлекал его по военным вопросам.
После смерти брата Фридриха Вильгельма в 1771 году Фридрих Генрих унаследовал владения Шведт-Вильденбрух. Маркграф Бранденбург-Шведта поддерживал искусство, в особенности, театр. В 1755 году он приобрёл в Берлине Дворец принцесс и в 1785 году пригласил в свой придворный театр актрису Генриетту Гендель-Шюц.
Фридрих Генрих женился на своей кузине Леопольдине Марии Ангальт-Дессауской, дочери Леопольда I, известного под прозвищем «старый дессауец». Вскоре после рождения двух дочерей супруги поссорились так сильно, что маркграфиня была сослана в Кольберг, где и прожила остаток жизни.
После смерти Фридриха Генриха в 1788 году побочная линия в Шведте угасла по мужской линии, владения отошли обратно к прусской короне, дочерям и племянницам выплачена компенсация.

## Потомки
- Фридерика Шарлотта Бранденбург-Шведтская (1745—1808), последняя аббатиса Херфордского монастыря.
- Луиза Бранденбург-Шведтская (1750—1811), замужем за князем Леопольдом III Ангальт-Дессауским (1740—1817)